# Siedliska (województwo dolnośląskie)
Siedliska – wieś w Polsce położona w województwie dolnośląskim, w powiecie legnickim, w gminie Miłkowice, nad rzeką Brochotką.

## Podział administracyjny
W latach 1975–1998 miejscowość położona była w województwie legnickim.

## Sport
Siedliska posiadają własny klub sportowy – Dąb Siedliska, utrzymujący się w piłkarskiej A klasie.

## Zabytki
- folwark, został zdegradowany, istnieją wprawdzie trzy skrzydła zabudowy (zachodnie, północne i wschodnie), ale niekompletne, nie łączą się ze sobą. W skrzydle północnym część budynków jest albo zupełnie przebudowana, albo całkowicie nowa (parterowy pawilon z płaskim dachem). Ze skrzydła południowego zachowany jest jedynie budynek inwentarski w bardzo złym stanie technicznym[4]